# Trebbia
Trebbia (latin: Trebia) , är en 115 km lång flod i norra Italien. Den har sin källa i Genova i Ligurien vid Monte Prelà i Apenninerna. Den rinner nordöst in i provinsen Piacenza i Emilia-Romagna där den mynnar ut i Po.
Från antiken är floden känd som platsen för Hannibal Barkas andra seger över Rom, se slaget vid Trebia.